# Fèrebrianges
Fèrebrianges település Franciaországban, Marne megyében. Lakosainak száma 136 fő (2022. január 1.). Fèrebrianges Étoges, Congy és Vert-Toulon községekkel határos.

## Népesség
A település népességének változása:
| Lakosok száma | 229  | 175  | 150  | 172  | 169  | 164  | 151  | 143  | 144  | 136  |
|               | 1968 | 1982 | 1990 | 2006 | 2013 | 2015 | 2017 | 2019 | 2020 | 2022 |